# Metamaterial

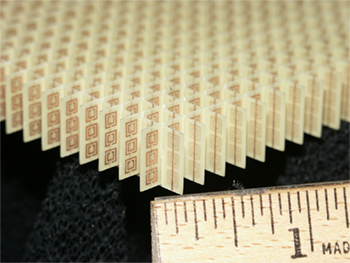
Na configuração de matriz, o metamaterial com índice negativo, construído de cobre, os ressonadores em formato de anél partido ao meio e fios montados sobre uma placa de circuito de fibra de vidro intertravadas. A matriz total consiste de 3 por 20 × 20 células unitárias e dimensões totais de 10 × 100 × 100 milímetros.

Metamaterial, são materiais artificiais modificados de tal modo que adquiram  propriedades desejadas que não existem de forma natural. Eles são conjuntos de vários elementos individuais formados a partir de materiais convencionais, tais como metais ou plásticos, mas os materiais, geralmente construídos em padrões repetitivos, são muitas vezes, estruturas microscópicas.
Metamateriais derivam suas propriedades, não a partir das propriedades da composição dos materiais que a formam, mas a partir de suas estruturas pré desenhada. A sua forma exacta, a geometria, tamanho, a orientação e disposição, pode afectar as ondas de luz (radiação electromagnética) ou o som de uma maneira não observável em materiais naturais.

## Definição
Metamaterial é um material produzido artificialmente, dotado de propriedades físicas que não são encontradas normalmente na natureza, em sua definição regular. O prefixo meta vem do grego e significa além de. A palavra metamaterial, assim, designaria materiais que possuiriam propriedades não naturais. Evidentemente, qualquer propriedade que um metamaterial apresente, por mais estranha que possa parecer, é fisicamente possível, caso contrário não seria verificada. Entretanto, esse nome reflete a perplexidade da comunidade científica quando encontrou nos materiais referidos propriedades físicas antes consideradas não possíveis e que normalmente não são encontradas na natureza.

## Histórico
Os metamateriais foram teorizados pela primeira vez num ensaio do físico ucraniano Victor Veselago, em 1968, mas durante muito tempo foram considerados impossíveis por apresentarem propriedades ópticas estranhas, tais como índice de refração negativo e efeito Doppler invertido. Foi em 2006 que pesquisadores da Universidade Duke, na Carolina do Norte, e do Imperial College, de Londres, provaram que é possível sintetizar materiais que apresentem índices de refração negativos.

## Tecnologia e aplicações
As propriedades ópticas dos metamateriais proveem de nanoestruturas produzidas em laboratório que atuam no caminho das ondas eletromagnéticas que os atravessam de formas não usuais. Os comprimentos de onda para os quais os metamateriais apresentam tais propriedades dependem diretamente dos tamanhos de suas nanoestruturas, o que significa que o desenvolvimento dessa tecnologia depende diretamente do desenvolvimento de nanotecnologia cada vez mais sofisticada. Os primeiros metamateriais produzidos eram capazes de desviar com índice de refração negativo comprimentos de onda relativamente pequenos, tais como as micro-ondas.
A utilização das propriedades de metamateriais com ondas na faixa da luz visível depende de se conseguir nanoestruturas de aproximadamente 50 nanômetros, o que equivale a 5 átomos em fila (suficiente para refratar a luz verde, que tem aproximadamente 500 nm). Entretanto, o máximo que se conseguiu até o momento (em trabalho do físico Costas Soukoulis, do Ames Laboratory, Iowa) foram nanoestruturas de 100 nm, suficiente para criar um índice de refração de -0,6 para a luz vermelha de 780 nm.
As pesquisas de metamateriais têm recebido grande atenção e investimento de agências governamentais e privadas dadas as incríveis tecnologias que prometem viabilizar. Objetos revestidos de cobertura metamaterial poderiam se tornar invisíveis, pois seriam contornados pela luz visível da mesma forma que uma pessoa é contornada pela corrente de um rio, o que traria óbvias aplicações militares. Super lentes produzidas com metamateriais poderiam permitir que se estude em detalhes inéditos estruturas menores que o comprimento de onda da luz visível, tais como trechos de DNA em uma célula viva, substituindo com vantagens a cristalografia de raios X.
Além do mais, o desenvolvimento de cristais metamateriais que permitissem a manipulação de seus índices de refração em escalas nanométricas possibilitaria a criação de cristais fotônicos, que são chips que trabalhariam com luz ao invés de eletricidade. Chips fotônicos apresentariam ganhos incríveis em desempenho e velocidade de processamento, com consumo e desperdício de energia incrivelmente pequeno, o que permitiria poderosos computadores com baixo custo.